# 早稲田大学理工学術院

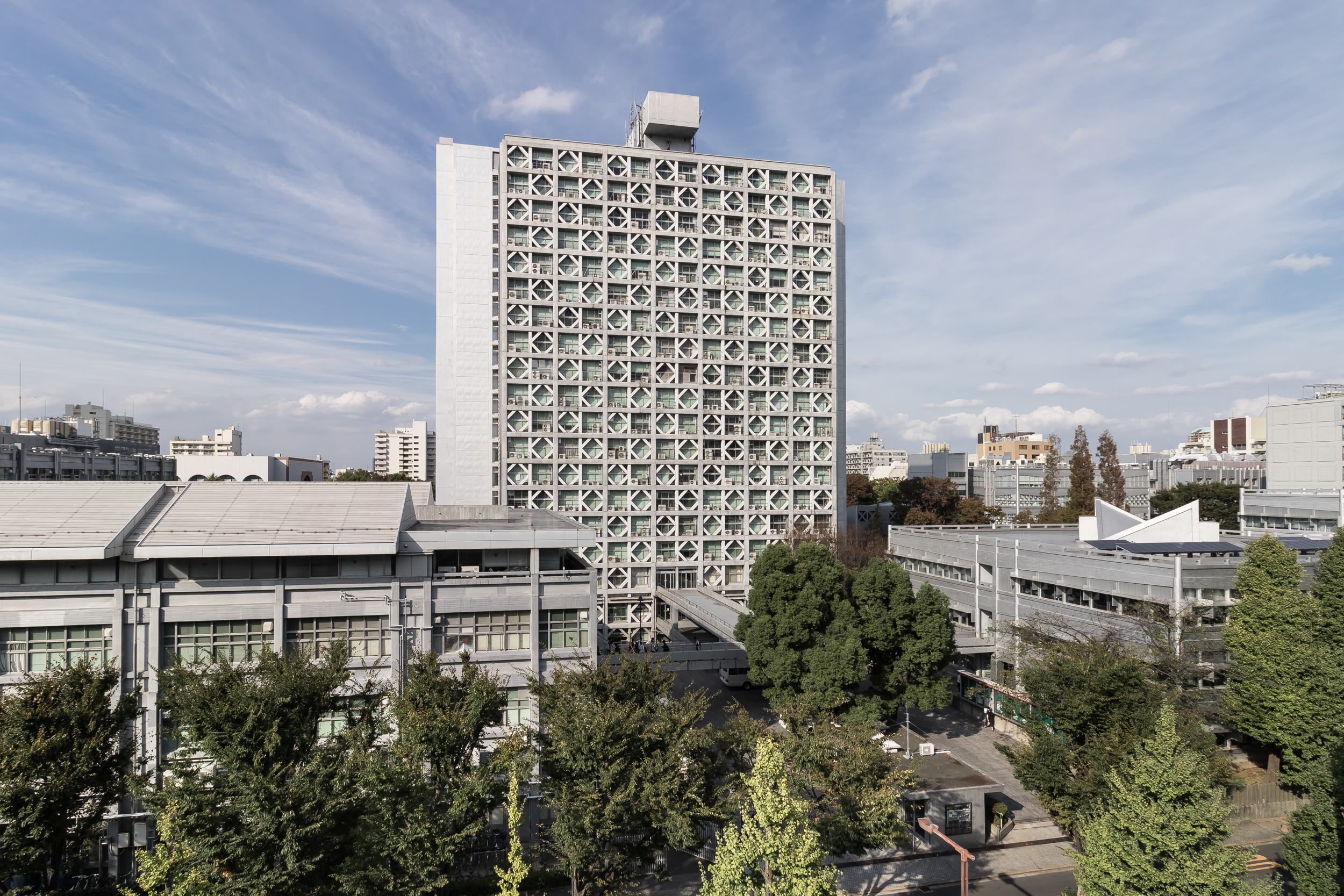
西早稲田キャンパス

早稲田大学理工学術院（わせだだいがくりこうがくじゅついん、英語：Waseda University Faculty of Science and Engineering）とは、理工系学部・大学院・研究所を運営・管理する早稲田大学の教員組織。早稲田大学が、それ以前は独立した機関として位置付けられていた学部・研究科・研究所を、系統ごとに「学術院」として一体化することを目的に、2004年9月に新しい教員組織として「早稲田大学理工学術院」が発足した。略称は早大理工（そうだいりこう）であるが、もっぱら西早稲田キャンパスを指すときにのみ使われる。
西早稲田キャンパスを中心拠点とし、現在は、3つの学部（基幹理工学部、創造理工学部、先進理工学部）、5つの研究科（基幹理工学研究科、創造理工学研究科、先進理工学研究科、環境・エネルギー研究科、情報生産システム研究科）、2つの研究所（理工学術院総合研究所、各務記念材料技術研究所）から構成されている。

## 概要
早稲田大学理工学術院は、西早稲田キャンパス以外にも、本庄キャンパス（埼玉県本庄市）、喜久井町キャンパス（東京都新宿区）、北九州キャンパス（福岡県北九州市）などに施設がある。
- 九州工業大学および北九州市立大学との北九州学術研究都市連携大学院を設置。
- 東京女子医科大学に隣接する国有地を両大学が共同購入し、両大学の連携研究教育施設（「先端生命医科学センター」通称：「ツインズ（TWIns）」）を2008年3月に設置。その後、
- 東京女子医科大学との「共同先端生命医科学専攻」を設置。[1]
- 東京都市大学との「共同原子力専攻」を設置[2]。
- 東京農工大学との「共同先進健康科学専攻」を設置[3]。

## 施設
西早稲田キャンパス
所在地：東京都新宿区大久保3‐4‐1
使用学部：基幹理工学部、創造理工学部、先進理工学部
使用研究科：基幹理工学研究科、創造理工学研究科、先進理工学研究科、国際情報通信研究科 (GITS)、環境・エネルギー研究科、情報生産システム研究科
使用附属施設：51号館、52号館、53号館、54号館、55号館、56号館、57号館、58号館、59号館、60号館、61号館、62号館、63号館、65号館、66号館
敷地面積：44,353.82 ㎡
本庄キャンパス
所在地：埼玉県本庄市西冨田1011
使用研究科：環境・エネルギー研究科
使用附属施設：90号館、90‐２号館、90‐3号館、90‐4号館、90‐6号館、91号館、92号館、93号館、94号館、94‐2号館、95号館、96号館、97号館、98号館
敷地面積：663,082㎡
喜久井町キャンパス
所在地：東京都新宿区喜久井町17
北九州キャンパス
所在地： 福岡県北九州市若松区ひびきの2-7
使用研究科：情報生産システム研究科
先端生命医科学センター（TWIns）
所在地：東京都新宿区若松町2‐2

## 歴史

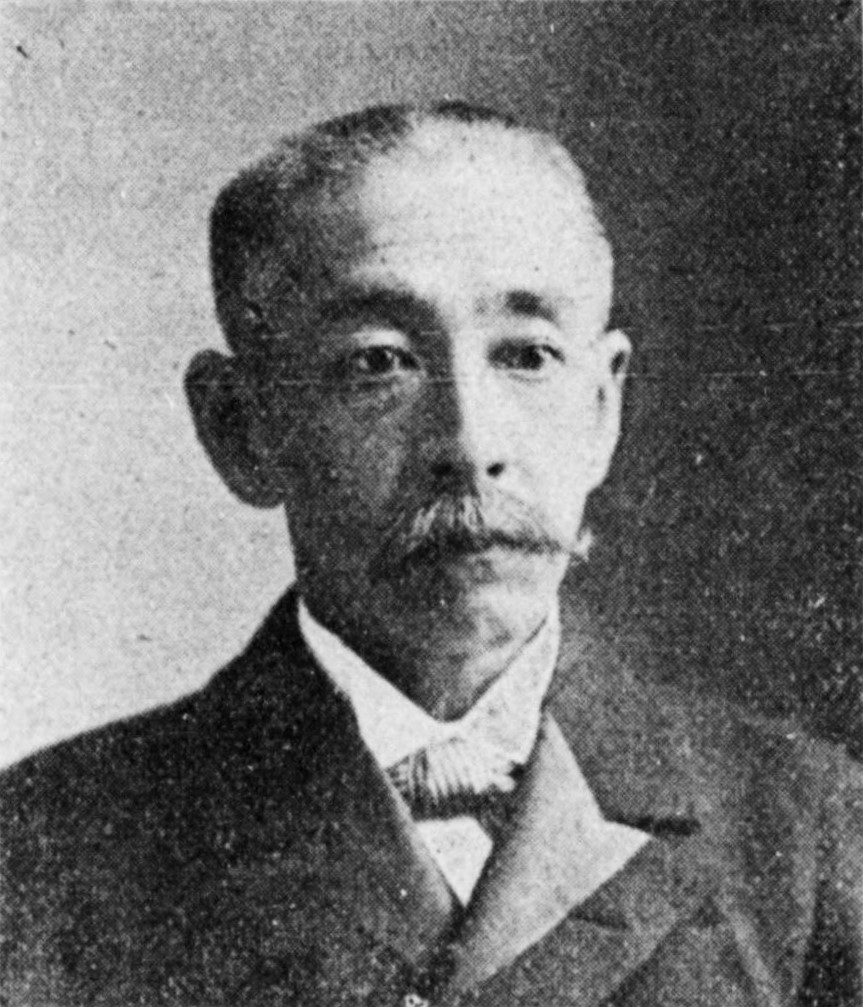
大隈英麿（東京専門学校初代校長）

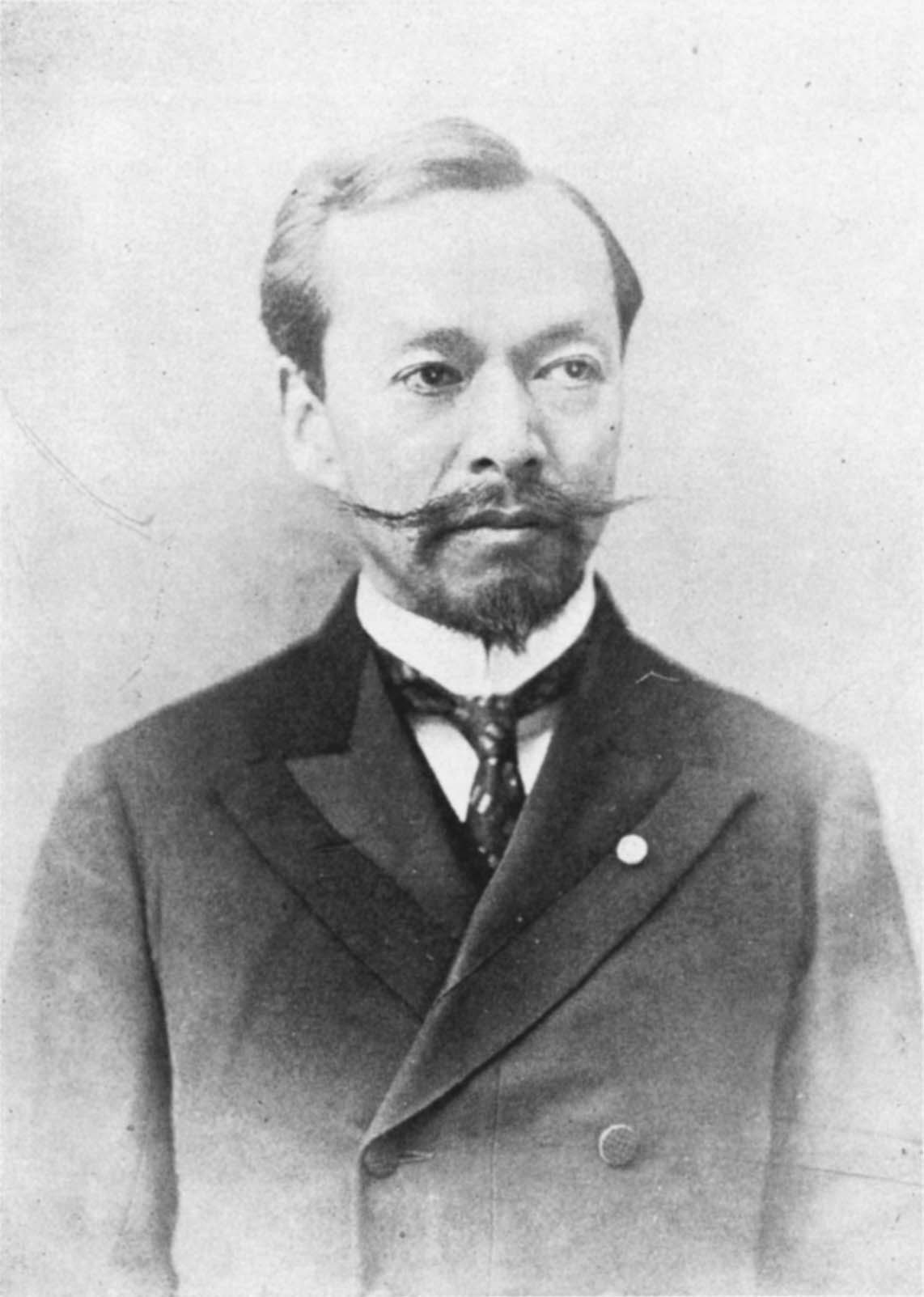
阪田貞一（初代理工科長）

- 1882年（明治15年）10月 - 東京専門学校開校、理学科・政治経済学科・法律学科・英学科を設置
- 1883年（明治16年）9月 - 理学科を廃止して土木工学科設置
- 1885年（明治18年）9月 - 土木工学科の学生募集停止
- 1902年（明治35年）9月 - 早稲田大学と改称
- 1908年（明治41年）4月 - 第五高等予科（理工科）発足
- 1909年（明治42年）9月 - 大学部理工科機械学科、電気学科開講
- 1910年（明治43年）9月 - 大学部理工科採鉱学科、建築学科開講
- 1911年（明治44年）5月 - 早稲田工手学校開校
- 1917年（大正06年）9月 - 大学部理工科応用化学科開講
- 1920年（大正09年）2月 - 大学令による大学となり、理工科を理工学部と改称
- 1922年（大正11年）11月 - アルベルト・アインシュタイン博士来訪
- 1923年（大正12年）9月 - 関東大震災により応用化学実験室焼失。被災者のために建築相談部を設置
- 1928年（昭和03年）4月 - 早稲田高等工学校開校
- 1931年（昭和06年）6月 - 戸塚球場で日本初のテレビジョン実験放送成功
- 1936年（昭和11年）9月 - 理工学部応用化学実験室竣工。
- 1937年（昭和12年）9月 - 理工学部実験室竣工。
- 1938年（昭和13年）
  - 4月 - 理工学部に応用金属学科を設置
  - 10月 - 鋳物研究所（現：材料技術研究所）を設置
- 1939年（昭和14年）4月 - 専門部工科開校
- 1940年（昭和15年）夏 - 理工学部研究所設置
- 1942年（昭和17年）4月 - 理工学部に電気通信学科設置
- 1943年（昭和18年）10月 - 理工学部に石油工学科、工業経営科、土木工学科設置
- 1944年（昭和19年）4月 - 専門部工科に航空機科、電気通信科、鉱山地質科学科を開設。理工学部研究所を理工学研究所に改組
- 1945年（昭和20年）
  - 5月 - 東京大空襲により理工学部実験室、製図教室、専門部工科校舎などを焼失
  - 12月 - 理工学部機械工学科の航空力学科と航空機科を廃止、石油工学科を燃料化学科と改称、専門部工科航空機科を運輸機械科と改称、早稲田高等工学校航空機科を廃止
- 1948年（昭和23年）11月 - 旧制早稲田工手学校廃止
- 1949年（昭和24年）4月 - 新制早稲田大学開校。第一理工学部に機械工、電気工、鉱山、建築、応用化学、金属工、電気通信、工業経営、土木工、応用物理学、数学の11学科設置。第二理工学部に機械工、電気工、建築、土木工学科設置
- 1951年（昭和26年）
  - 3月 - 旧制学部最後・新制学部最初の卒業式を挙行
  - 4月 - 新制早稲田大学に大学院修士課程設置。旧制専門部工科、旧制高等工学校を廃止
- 1953年（昭和28年）4月 - 大学院に博士課程を設置
- 1961年（昭和36年）4月 - 第二理工学部の学生募集を停止
- 1965年（昭和40年）4月 - 第一理工学部に物理学科設置
- 1967年（昭和42年）4月 - 大久保キャンパス新校舎に移転
- 1968年（昭和43年）4月 - 第二理工学部廃止、第一理工学部を理工学部に改称
- 1972年（昭和47年）4月 - 理工学部電気通信学科を電子通信学科と改称
- 1973年（昭和48年）4月 - 理工学部に化学科設置。理工学研究科応用物理学専攻を物理学及応用物理学専攻に改称
- 1987年（昭和62年）4月 - 理工学部金属工学科を材料工学科と改称
- 1991年（平成03年）4月 - 理工学部に情報学科設置
- 1996年（平成08年） - 理工学部電気工学科を電気電子情報工学科に、工業経営学科を経営システム工学科に改称
- 1997年（平成09年） - 理工学部電子通信学科を電子・情報通信学科に改称
- 1998年（平成10年） - 理工学部資源工学科を環境資源工学科に、材料工学科を物質開発工学科に、数学科を数理科学科に改称
- 2003年（平成15年） - 理工学部電気電子情報工学科、電子・情報通信学科、情報学科を統合改組し、電気・情報生命工学科、コンピュータ・ネットワーク工学科を設置。
  - 理工学研究科機械工学専攻経営システム工学専門分野を経営システム工学専攻に改組。
  - 理工学研究科建設工学専攻建築学専門分野を建築学専攻に改組。
  - 理工学研究科電気工学専攻、電子・情報通信学専攻、情報科学専攻を統合改組し、電気・情報生命専攻、情報・ネットワーク専攻を設置。
  - 理工学研究科ナノ理工学専攻を設置。
  - 理工学部土木工学科を社会環境工学科に改称
- 2004年（平成16年） - 理工学術院を設置。
- 2007年（平成19年） - 理工学部と理工学研究科を基幹理工、創造理工、先進理工の3学部・3研究科体制へ改組。
- 2008年（平成20年） - 早稲田大学理工学部が創設100周年。

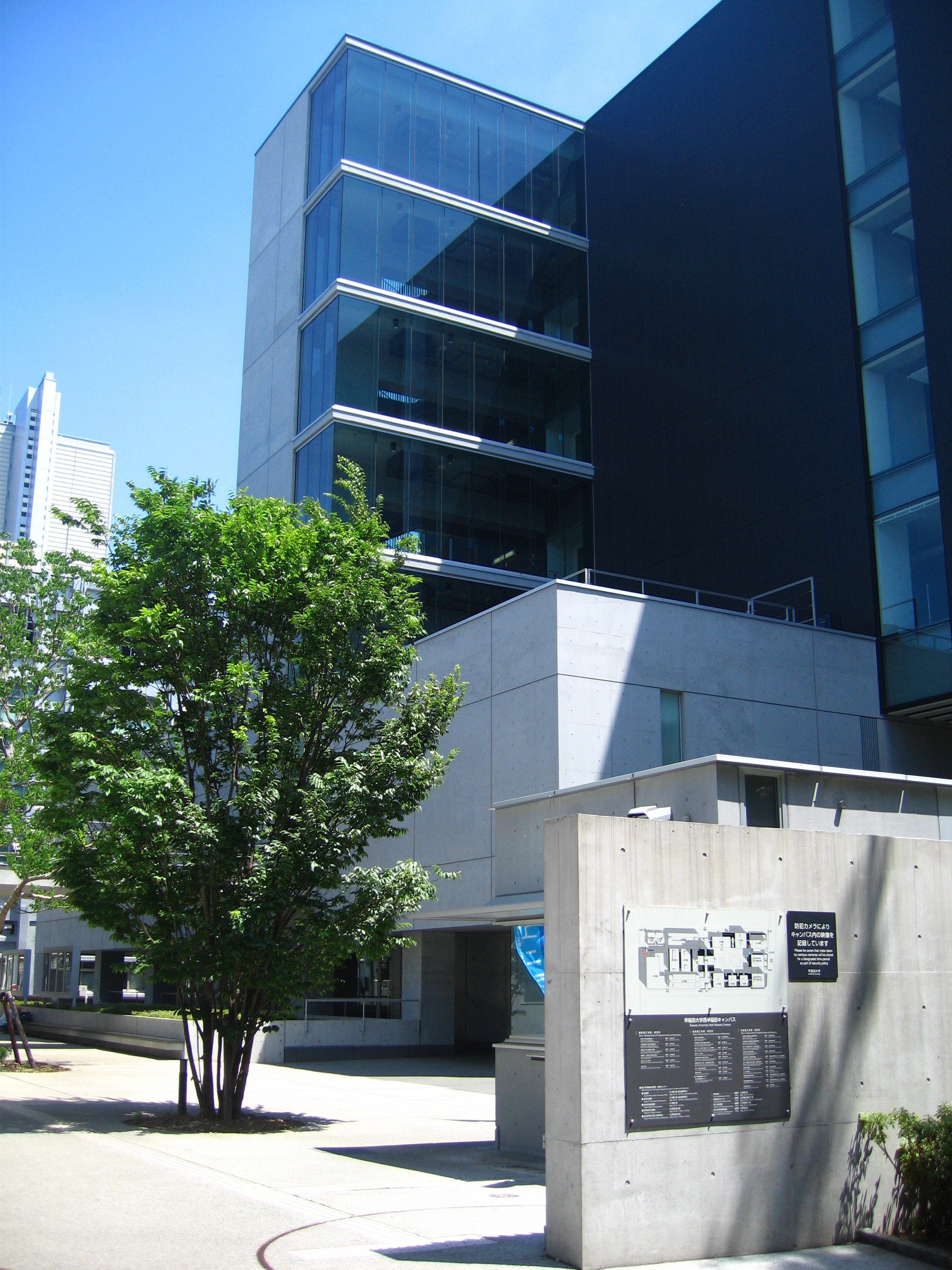
63号館（2008年竣工）

- 2009年（平成21年） - 大久保キャンパスの名称を西早稲田キャンパスに変更。国際情報通信研究科、情報生産システム研究科、環境･エネルギー研究科の3つの大学院が、理工学術院に編入。
- 2010年（平成22年）4月 - 日本初となる他大学との共同専攻を先進理工学研究科に設置 [4]。新設の5専攻を含む新理工学術院体制が発足。[4]
- 2010年（平成22年）9月 - 理工学術院の3学部・3研究科に、英語による授業のみで学位を取得できる「国際コース」を設置予定。これにより、理工学術院の全ての学部と、環境・エネルギー研究科を除く5つの研究科で、日本語を介さず「英語」のみで学位の取得が可能となる。[5]
- 2014年（平成26年）4月 - STAP細胞問題の筆頭著者の博士論文に剽窃が見られ、また別の複数の博士論文にも疑いが生じていることから、大学当局は先進理工学研究科の全博士論文280本を悉皆調査すると発表した[6]。
- 2014年（平成26年）4月 - 以下の組織を新設
  - 基幹理工学部情報通信学科[7]
  - 基幹理工学研究科情報理工・情報通信専攻[8]
  - 先進理工学研究科理工学専攻[9]
- 2017年（平成29年） - 早稲田大学先進理工学部応用化学科が創立100周年。
- 2019年（平成31年）4月 - 基幹理工学研究科材料科学専攻を新設。

## 設置組織

### 学部
| 学部         | 学科・専攻             |
| ------------ | ---------------------- |
| 基幹理工学部 | 数学科                 |
| 基幹理工学部 | 応用数理学科           |
| 基幹理工学部 | 機械科学・航空宇宙学科 |
| 基幹理工学部 | 電子物理システム学科   |
| 基幹理工学部 | 情報理工学科           |
| 基幹理工学部 | 情報通信学科           |
| 基幹理工学部 | 表現工学科             |
| 創造理工学部 | 建築学科               |
| 創造理工学部 | 総合機械工学科         |
| 創造理工学部 | 経営システム工学科     |
| 創造理工学部 | 社会環境工学科         |
| 創造理工学部 | 環境資源工学科         |
| 創造理工学部 | 社会文化領域           |
| 先進理工学部 | 物理学科               |
| 先進理工学部 | 応用物理学科           |
| 先進理工学部 | 化学・生命化学科       |
| 先進理工学部 | 応用化学科             |
| 先進理工学部 | 生命医科学科           |
| 先進理工学部 | 電気・情報生命工学科   |

### 研究科
| 学部                   | 学科・専攻               | 備考                                         |
| ---------------------- | ------------------------ | -------------------------------------------- |
| 基幹理工学研究科       | 数学・応用数理専攻       |                                              |
| 基幹理工学研究科       | 機械科学・航空宇宙学専攻 |                                              |
| 基幹理工学研究科       | 電子物理システム学専攻   |                                              |
| 基幹理工学研究科       | 情報理工・情報通信専攻   |                                              |
| 基幹理工学研究科       | 表現工学専攻             |                                              |
| 基幹理工学研究科       | 材料科学専攻             |                                              |
| 創造理工学研究科       | 建築学専攻               |                                              |
| 創造理工学研究科       | 総合機械工学専攻         |                                              |
| 創造理工学研究科       | 経営システム工学専攻     |                                              |
| 創造理工学研究科       | 建設工学専攻             |                                              |
| 創造理工学研究科       | 地球・環境資源理工学専攻 |                                              |
| 創造理工学研究科       | 経営デザイン専攻         |                                              |
| 先進理工学研究科       | 物理学及応用物理学専攻   |                                              |
| 先進理工学研究科       | 化学・生命化学専攻       |                                              |
| 先進理工学研究科       | 応用化学専攻             |                                              |
| 先進理工学研究科       | 生命医科学専攻           |                                              |
| 先進理工学研究科       | 電気・情報生命専攻       |                                              |
| 先進理工学研究科       | 生命理工学専攻           |                                              |
| 先進理工学研究科       | ナノ理工学専攻           |                                              |
| 先進理工学研究科       | 共同先端生命医科学専攻   | 東京女子医科大学との共同設置                 |
| 先進理工学研究科       | 共同先進健康科学専攻     | 東京農工大学との共同設置共同先進健康科学専攻 |
| 先進理工学研究科       | 共同原子力専攻           | 東京都市大学との共同設置                     |
| 先進理工学研究科       | 先進理工学専攻           | 5年一貫博士教育                              |
| 環境・エネルギー研究科 |                          |                                              |
| 情報生産システム研究科 |                          |                                              |
| 理工学術院総合研究所   |                          |                                              |
| 各務記念材料技術研究所 |                          |                                              |

## 理工学術院長
- 菅野重樹（2020年-）

## 著名な出身者

### 研究者
- 加藤一郎（ロボット工学者、世界初フルスケール人間型ロボット「WABOT-1」、音楽演奏ロボット「WABOT-2」、動完全歩行ロボット「WL-10RD」等開発者）
- 加藤崇 (東北大学特任教授、元スタンフォード大学客員研究員、ヒト型ロボットベンチャーSCHAFTの共同創業者)
- 杉山直（東海国立大学機構大学総括理事・副機構長、名古屋大学総長）
- 宮坂力 (化学者、ペロブスカイト太陽電池の開発者。クラリベイト・アナリティクス引用栄誉賞、ランク賞(Rank Prize)受賞)
- 狼嘉彰（宇宙工学者、東京工業大学名誉教授、元宇宙開発事業団（現・JAXA）技術研究本部研究総監）
- 真貝寿明（宇宙物理学者、大阪工業大学情報科学部教授、日本の重力波干渉計プロジェクト「KAGRA」サイエンス会議元実行委員長）
- 鳥居隆（宇宙物理学者、大阪工業大学教授、元東京大学ビッグバン宇宙国際研究センター機関研究員）
- 小町祐史（情報工学者、大阪工業大学情報科学部元教授、画像電子学会フェロー・元会長）
- 平山亮（情報工学者、大阪工業大学情報科学部教授、レスター大学MBA、画像電子学会フェロー）
- 本田澄（情報工学者、大阪工業大学情報科学部准教授、早稲田大学グリーンコンピューティングシステム研究機構招聘研究員）
- 矢野満明（電気物理工学者、大阪工業大学名誉教授、応用物理学会元代議員）
- 吉浦昌彦（電気物理工学者、大阪工業大学元教授、電気学会元代議員）
- 羽賀俊雄（機械工学者、大阪工業大学教授、日本機械学会フェロー）
- 河野良坪（建築環境工学者、大阪工業大学教授、元東京大学生産技術研究所研究員）
- 五丁龍志（知的財産学者・弁理士、大阪工業大学知的財産学部・知的財産専門職大学院教授）
- 福田敏男（ロボット工学者、名古屋大学名誉教授、北京理工大学教授、2020年度米国電気電子学会（IEEE）会長、世界初テナガザルロボット、超精密血管内手術シミュレータ「EVE」等の開発者）
- 吉藤健太朗（ロボット工学者、起業家、「Forbes 30 Under 30 Asia」Industry, Manufacturing & Energy部門選出）
- 吉村作治（考古学者、早稲田大学名誉教授）
- 伊勢崎賢治（平和学者、東京外国語大学教授、元国際連合事務総長副特別代表上級顧問兼武装解除・動員解除・社会復帰部長）
- 城戸淳二（分子工学者、藤原賞受賞、有機エレクトロルミネッセンスの開発・発明に貢献）

### 政界・官界
- 遠藤茂（サウジアラビア駐箚特命全権大使、外務省参与）
- 小川健一（東京都下水道局長）
- 大庭哲夫（第2代航空庁長官、全日本空輸社長）
- 神山守（東京都下水道局長）
- 蔀健夫（神奈川県県土整備局建築住宅部長）
- 空本誠喜（衆議院議員）
- 西倉鉄也（東京都技監）
- 丹羽克彦（国土交通省道路局長）[10]
- 藤井寛行（東京都技監）
- 邊見隆士（東京都技監）
- 増子敦（東京都水道局長）
- 松浦將行（東京都下水道局長）
- 山口寿男（ノルウェー駐箚特命全権大使、イラク駐箚特命全権大使）
- 山中竹春（横浜市長）
- 渡海紀三朗（衆議院議員、第9代文部科学大臣）

### 経済界
- 秋池玲子（ボストン・コンサルティング・グループ日本代表、財務省参与、マッキンゼー元社員）
- 井深大（ソニー創業者）
- 一木広治（実業家、株式会社ヘッドライン 代表取締役代表）
- 伊村晟（豊田自動織機会長）
- 岩田眞二郎（日立製作所副社長、ベネッセホールディングス取締役会長）
- 大前研一（マッキンゼー元日本支社長、カリフォルニア大学ロサンゼルス校公共政策大学院教授、スタンフォード大学経営大学院客員教授）
- 大塚俊彦（デル日本法人社長）
- 大山俊哉（ADKホールディングス代表取締役社長）
- 小暮真久（NPO法人TABLE FOR TWO International代表理事、マッキンゼー元社員、スイス・シュワブ財団「アジアを代表する社会起業家」選出）
- 樫尾忠雄（カシオ計算機創業者）
- 倉田英之（AGC 代表取締役 兼 専務執行役員 CTO 兼 技術本部長 兼 事業開拓部長）
- 小泉明正（スタンフォード研究所アジアパシフィック元代表、スタンフォード大学入試面接官、日本エマソン社長、ハイペリオン（現・オラクル）社長等歴任）
- 佐々木幹夫（三菱商事相談役、三菱商事元社長・会長）
- 澤田宏太郎（ZOZO代表取締役社長）
- 篠原弘道（日本電信電話会長）
- 隅修三（東京海上日動火災保険元社長・元会長、東京海上日動火災保険相談役）
- 志賀徹也（Apple日本法人元社長）
- 佐藤恒治（トヨタ自動車社長）
- 桜井正光（リコー元社長、リコー特別顧問、経済同友会代表幹事）
- 佐々木則夫（東芝元社長、内閣府経済財政諮問会議議員）
- 室町正志（東芝元社長）
- 澤田宏太郎（ZOZO代表取締役社長）
- 根岸秋男（明治安田生命保険社長）
- 竹谷祐哉（グノシー代表取締役社長）
- 畠山祥（起業家、エンジニア）
- 林新之助（デンソー代表取締役社長）
- 堀新太郎（ベイン・アンド・カンパニー日本代表、ベインキャピタル・ジャパン会長、マッキンゼー元パートナー)
- 村山徹 (アクセンチュア元社長、最高顧問)

### その他
- 池上昌和（中央競馬調教師）
- 小保方晴子（元理化学研究所発生・再生科学総合研究センター細胞リプログラミング研究ユニットリーダー）[11][12][13]

## 理工展
毎年11月に西早稲田キャンパスで開催される理工学部の学園祭である。そこでは科学をテーマにした研究発表、講演会、科学実験教室などが企画され、多くの来場者で賑わっている。

## 交通アクセス
西早稲田キャンパス
所在地：東京都新宿区大久保3-4-1
- 東京メトロ副都心線「西早稲田駅」から徒歩1分。
- JR山手線「新大久保駅」から徒歩12分。
- 都営地下鉄大江戸線「東新宿駅」から徒歩15分。

本庄キャンパス
所在地：埼玉県本庄市西冨田1011
- 上越・北陸新幹線「本庄早稲田駅」から徒歩3分
- JR高崎線「本庄駅」南口からタクシーで5分